# 259
El año 259 (CCLIX) fue un año común comenzado en sábado del calendario juliano, en vigor en aquella fecha.
En el Imperio romano el año fue nombrado como el del consulado de Emiliano y Baso o, menos comúnmente, como el 1012 Ab urbe condita, siendo su denominación como 259 posterior, de la Edad Media, al establecerse el Anno Domini.

## Acontecimientos
- Tras un levantamiento de sus tropas, Póstumo es proclamado emperador separando así Britania, Galia e Hispania del Imperio romano, constituyendo el Imperio Gálico-
- Iglesia católica: Dionisio es elegido papa.
- Valeriano es capturado por Sapor I de Persia.[1]

## Fallecimientos
- Patroclo de Troyes, religioso cristiano.